# گاه‌شمار قانون ماری‌جوانا
این فهرست شامل جزئیات رویدادهای مهمی است که در تاریخ جهانی اجرای قوانین مربوط به استفاده، فروش یا تولید ماده سایکو اکتیو کانابیس یا ماری‌جوانا (شاه‌دانه) رخ داده است.

## سده ۱۳۰۰
- ۱۳۷۸: سعدون شیخونی، امیر جونیما در عربستان، استفاده از ماری‌جوانا را در سراسر حوزه قضایی خود غیرقانونی اعلام کرد. ممنوعیت شیخونی یکی از اولین (اگر نگوییم اولین) ممنوعیت‌های ماری‌جوانا در جهان است.

## سده ۱۷۰۰
- ۱۷۸۷: پادشاه ماداگاسکار Andrianampoinimerina تاج و تخت را به دست گرفت و اندکی بعد ماری‌جوانا را در سراسر پادشاهی مرینا ممنوع کرد و مجازات اعدام را برای استفاده از آن اعلام کرد.

## سده ۱۸۰۰
- ۱۸۰۰: مدت کوتاهی پس از حمله ناپلئون به مصر، وی که از اینکه سربازانش حشیش یا نوشیدنی‌های ساخته شده از ماری‌جوانا مصرف کنند نگران بود، تولید و مصرف ماری‌جوانا را ممنوع کرد.
- ۱۸۳۰: شورای شهر ریودوژانیرو برزیل، آوردن ماری‌جوانا به شهر را ممنوع کرد و برای بردگان استعمال کنندهٔ آن مجازات تعیین شد.
- ۱۸۴۰: موریس از مستعمره‌های بریتانیا ماری‌جوانا را ممنوع کرد.
- ۱۸۶۱: گویان بریتانیا قانونی را تحت عنوان فرمانی برای تنظیم فروش تریاک و بانگ تصویب کرد.
- ۱۸۶۷: دولت سریلانکا از مستعمره‌های بریتانیا، قانون تریاک و بانگ را معرفی کرد و فروش ماری‌جوانا را فقط به فروشندگان مجاز محدود کرد.
- ۱۸۷۰: مستعمره ناتال بریتانیا (اکنون در آفریقای جنوبی) قانون Coolie Consolidation را تصویب کرد که «کشیدن، استفاده، یا مالکیت و فروش، مبادله یا هدیه به هر کولی [کارگر هندی] از گیاه شاهدانه (Cannabis sativa) را ممنوع می‌کرد…»
- ۱۸۷۰: سنگاپور مصرف ماری‌جوانا را ممنوع کرد.
- ۱۸۷۷: دولت عثمانی در قسطنطنیه دستور داد که تمام حشیش در مصر نابود شود و در سال ۱۸۷۹ خدیوات مصر واردات ماری‌جوانا را ممنوع نمودند.
- ۱۸۹۰: سلطان حسن اول مراکش مقررات سختگیرانه‌ای را در زمینهٔ کشت و تجارت ماری‌جوانا وضع کرد، با این حال امتیازات واضحی برای تولید ماری‌جوانا به چندین قبیله ریف اعطا کرد.
- ۱۸۹۰: یونان کشت، واردات و استفاده از ماری‌جوانا را ممنوع کرد.
- ۱۸۹۴: در هند بریتانیا ، کمیسیون داروهای همپ هندی یافته‌های خود را منتشر کرد و به این نتیجه رسید که «مصرف معتدل عملاً هیچ عارضه بدی ایجاد نمی‌کند. در همه موارد به جز استثنایی‌ترین آن‌ها، آسیب ناشی از مصرف معتدل قابل ملاحظه نیست.»[۱]

## دهه ۱۹۰۰
- ۱۹۱۳: جامائیکا با قانون گنجه که مورد حمایت طبقه حاکم سفیدپوست و شورای کلیساهای انجیلی جامائیکا بود، حشیش را ممنوع کرد.
- ۱۹۱۴: آفریقای شرقی تحت الحمایه بریتانیا ماری‌جوانا را ممنوع کرد.
- ۱۹۲۰: سیرالئون مصرف ماری‌جوانا را ممنوع کرد.
- ۱۹۲۰: مکزیک کشت، فروش و استفاده تفریحی ماری‌جوانا را ممنوع کرد.
- ۱۹۲۲: آفریقای جنوبی طبق قانون گمرک ماری‌جوانا را در سطح ملی ممنوع کرد.
- ۱۹۲۳: کانادا ماری‌جوانا را ممنوع کرد.
- ۱۹۲۳: پاناما کشت و استفاده از ماری‌جوانا را ممنوع کرد.
- ۱۹۲۳: در ایتالیا، قانون موسولینی-اویگلیو ۳۹۶/۲۳ استفاده از ماری‌جوانا و حشیش را ممنوع کرد.
- ۱۹۲۴: سودان کشت و استفاده از ماری‌جوانا را ممنوع کرد.
- ۱۹۲۵: جامعه ملل کنوانسیون ۱۹۲۵ تریاک را امضا کرد که برای اولین بار عصاره خالص ماری‌جوانا را به مواد مخدر تحت کنترل بین‌المللی اضافه می‌کرد.
- ۱۹۲۵: در کنفرانس بروکسل برای هماهنگ سازی فارمکوپه، عصاره «گیاه شاهدانه» به تک‌نگاری‌ها اضافه شد.
- ۱۹۲۵: ترینیداد و توباگو ماری‌جوانا را ممنوع کرد.
- ۱۹۲۶: لبنان حشیش را ممنوع کرد.
- ۱۹۲۶: استرالیا مصرف ماری‌جوانا را ممنوع کرد.
- ۱۹۲۷: اندونزی ماری‌جوانا را ممنوع کرد.
- ۱۹۲۸: انگلستان برای اولین بار ماری‌جوانا را به عنوان یک ماده مخدر ممنوع کرد و آن را به عنوان الحاقیه‌ای به قانون مواد مخدر خطرناک ۱۹۲۰ اضافه کرد.
- ۱۹۲۸: رومانی قوانینی را برای مقابله با مواد مخدر از جمله حشیش و آماده‌سازی آن وضع کرد.
- ۱۹۳۴: دولت آزاد ایرلند با قانون مواد مخدر خطرناک ۱۹۳۴، ماری‌جوانا و رزین ماری‌جوانا را ممنوع کرد.
- ۱۹۳۵: دفتر بین‌المللی بهداشت عمومی توصیه کرد که ماری‌جوانا (و نه فقط عصاره خالص) به کنوانسیون ۱۹۲۵ اضافه شود.
- ۱۹۳۵: تایلند ماری‌جوانا را جرم انگاشت.
- ۱۹۳۷: ایالات متحده قانون مالیات بر ماری‌جوانا را تصویب کرد که به دلیل زیاد بودن مالیات، عملاً استفاده از ماری‌جوانا در سطح فدرال ممنوع شد.
- ۱۹۳۹: برمه تولید و فروش ماری‌جوانا را قانونی اعلام کرد و به آن مجوز داد.
- ۱۹۴۸: ژاپن قانون کنترل ماری‌جوانا را تصویب کرد که شامل یک سیستم برای اعطای مجوز به فروشندگان و تعیین مجازات برای استفاده یا فروش غیرمجاز بود.
- ۱۹۵۱: لهستان ماری‌جوانا را به عنوان یک ماده مخدر طبقه‌بندی کرد.
- ۱۹۵۳: تونس، تحت حاکمیت فرانسه، ماری‌جوانا را ممنوع کرد.
- ۱۹۵۳: هلند ماری‌جوانا را جرم انگاشت.
- ۱۹۵۶: مراکش استقلال یافت و با فرمان سلطنتی ماری‌جوانا در این کشور ممنوع شد.
- ۱۹۶۱: کنوانسیون واحد سازمان ملل متحد در مورد مواد مخدر مقرر کرد: «استفاده از ماری‌جوانا برای اهدافی غیر از پزشکی و علمی باید در اسرع وقت متوقف شود».
- ۱۹۶۵: نیوزلند طبق قانون مواد مخدر مصرف ماری‌جوانا در این کشور ممنوع شد.
- ۱۹۶۶: فنلاند حشیشماری‌جوانارا ممنوع کرد.
- ۱۹۶۸: دولت جمهوری ویتنام به‌طور علنی استفاده یا قاچاق ماری‌جوانا را محکوم کرد و به روسای محلی دستور داد از کشت آن جلوگیری کنند.
- ۱۹۶۹: ایسلند و دانمارک مصرف ماری‌جوانا را ممنوع کردند.
- ۱۹۷۰: ایالات متحده قانون مواد کنترل شده را تصویب کرد که ماری‌جوانا را به همراه چندین داروی دیگر به صورت فدرال ممنوع می‌کرد و این قانون جایگزین قانون ۱۹۳۷ شد.
- ۱۹۷۲: هلند مواد مخدر را به دو دسته پرخطر و کم‌خطر تقسیم کرد که ماری‌جوانا در دسته کم‌خطر قرار داشت. بر این اساس، داشتن ۳۰ گرم یا کمتر جرم محسوب می‌شود.
- ۱۹۷۳: نپال تحت فشار ایالات متحده و جامعه بین‌المللی، مجوز کلیه مغازه‌ها، فروشندگان و کشاورزان ماری‌جوانا را لغو کرد.
- ۱۹۷۳: ظاهر شاه، پادشاه افغانستان، تولید ماری‌جوانا را غیرقانونی اعلام کرد و به ریشه‌کنی ماری‌جوانا با حمایت مالی ۴۷ میلیون دلاری از سوی دولت ایالات متحده متعهد شد.
- ۱۹۷۵: علی صویلح از کومور قدرت را به دست گرفت و در میان سایر اصلاحات رادیکال برای جلب حمایت جوانان، ماری‌جوانا را در کومور قانونی کرد.
- ۱۹۷۵: در ایتالیا، مزارع کنف به دنبال تصویب قانون مبارزه با مواد مخدر Cossiga 685/75 ناپدید شدند.
- ۱۹۷۶: کرهٔ جنوبی قانون کنترل ماری‌جوانا را تصویب کرد.
- ۱۹۸۸: پاراگوئه داشتن ۱۰ گرم حشیش یا کمتر از آن را غیرقانونی کرد.
- ۱۹۸۹: بنگلادش فروش ماری‌جوانا را ممنوع کرد.
- ۱۹۹۰: در ایتالیا، فرمان ریاست جمهوری DPR 309/90 در مورد نظم و انضباط مواد مخدر و روانگردان، پیشگیری، درمان و توانبخشی مراحل مربوط به وابستگی به مواد به تصویب رسید و گزارش شده که در حال حاضر ۳۵ درصد از زندانی‌های ایتالیا به خاطر این قانون در زندان هستند.
- ۱۹۹۲: لبنان تحت فشار ایالات متحده ماری‌جوانا را ممنوع و ریشه کن کرد.
- ۱۹۹۳: در ایتالیا، با برگزاری یک همه‌پرسی مجازات‌های کیفری برای استفاده شخصی از مواد مخدر لغو شد.
- ۱۹۹۶: کالیفرنیا اولین حوزه قضایی در ایالات متحده شد که ماری‌جوانا را برای استفاده دارویی قانونی کرد (گزاره ۲۱۵).
- ۱۹۹۷: لهستان داشتن ماری‌جوانا را جرم انگاشت.
- ۲۰۰۱: لوکزامبورگ ماری‌جوانا را جرم‌زدایی کرد.
- ۲۰۰۱: کانادا ماری‌جوانا را برای استفاده پزشکی قانونی کرد.
- ۲۰۰۱: پرتغال ماری‌جوانا را جرم‌زدایی کرد.
- ۲۰۰۳: بلژیک ماری‌جوانا را جرم‌زدایی کرد.
- ۲۰۰۴: روسیه ماری‌جوانا را جرم‌زدایی کرد.
- ۲۰۰۵: استونی ماری‌جوانا را جرم‌زدایی کرد.
- ۲۰۰۵: شیلی ماری‌جوانا را جرم‌زدایی کرد.
- ۲۰۰۶: برزیل مالکیت و کشت مقادیر شخصی ماری‌جوانا را جرم‌زدایی کرد.
- ۲۰۰۸: اتریش ماری‌جوانا را برای استفاده پزشکی قانونی کرد.
- ۲۰۰۹: اوکراین کشت ماری‌جوانا تا ۱۰ گیاه را برای استفاده شخصی جرم‌زدایی کرد.
- ۲۰۰۹: مکزیک داشتن حداکثر ۵ گرم ماری‌جوانا را جرم‌زدایی کرد.
- ۲۰۰۹: آرژانتین ماری‌جوانا را جرم‌زدایی کرد.
- ۲۰۱۰: جمهوری چک ماری‌جوانا را جرم‌زدایی کرد.
- ۲۰۱۱: دانمارک داروهای حاوی کانابینوئیدهای مصنوعی (درونابینول) را برای استفاده پزشکی تأیید کرد.
- ۲۰۱۲: سوئیس داشتن ۱۰ گرم یا کمتر را جرم‌زدایی کرد و صرفاً مجازات جریمه برای آن تعیین شد.
- ۲۰۱۲: کلمبیا داشتن ۲۰ گرم یا کمتر را جرم‌زدایی کرد.
- ۲۰۱۳: کرواسی داشتن ماری‌جوانا را جرم‌زدایی کرد.
- ۲۰۱۳: اروگوئه ماری‌جوانا را قانونی کرد.
- ۲۰۱۳: ایتالیا ماری‌جوانا را برای استفاده پزشکی قانونی کرد.
- ۲۰۱۳: رومانی ماری‌جوانا را برای استفاده پزشکی قانونی کرد.
- ۲۰۱۳: جمهوری چک ماری‌جوانا را برای استفاده پزشکی قانونی کرد.
- ۲۰۱۳: فرانسه کانابینوئیدهای مصنوعی را برای استفاده پزشکی قانونی کرد.
- ۲۰۱۵: مالت ماری‌جوانا را غیرقانونی کرد.
- ۲۰۱۵: کلمبیا ماری‌جوانا را برای استفاده پزشکی قانونی کرد.
- ۲۰۱۵: کرواسی کانابینوئیدهای مصنوعی را برای استفاده پزشکی قانونی کرد.
- ۲۰۱۵: جامائیکا داشتن تا ۲ اونس شاهدانه را غیرقانونی کرد و کشت ۵ گیاه را برای استفاده شخصی قانونی کرد.
- ۲۰۱۵: اسپانیا کشت ماری‌جوانا تا ۱۰ گیاه را برای استفاده شخصی جرم‌زدایی کرد.
- ۲۰۱۶: اتریش داشتن مقادیر کم ماری‌جوانا را جرم‌زدایی کرد.
- ۲۰۱۶: مقدونیهٔ شمالی ماری‌جوانا را برای استفاده پزشکی قانونی کرد.
- ۲۰۱۶: استرالیا ماری‌جوانا را برای استفاده پزشکی قانونی کرد.
- ۲۰۱۶: لهستان ماری‌جوانا را برای استفاده پزشکی قانونی کرد.
- ۲۰۱۶: نروژ ماری‌جوانا را برای استفاده پزشکی قانونی کرد.
- ۲۰۱۶: دادگاه عالی گرجستان حکم داد که حبس برای داشتن مقادیر کمی ماری‌جوانا خلاف قانون اساسی است.
- ۲۰۱۷: آلمان ماری‌جوانا را برای استفاده پزشکی قانونی کرد.
- ۲۰۱۷: قبرس روغن شاهدانه را برای بیماران مبتلا به سرطان در مرحله پیشرفته قانونی کرد.
- ۲۰۱۷: بلیز داشتن یا استفاده از ۱۰ گرم یا کمتر در اماکن خصوصی را جرم‌زدایی کرد.
- ۲۰۱۷: یونان ماری‌جوانا را برای استفاده پزشکی قانونی کرد.
- ۲۰۱۷: پرو روغن شاهدانه را برای استفاده پزشکی قانونی کرد.
- ۲۰۱۷: لوکزامبورگ ماری‌جوانا را برای استفاده پزشکی قانونی کرد.
- ۲۰۱۷: لسوتو ماری‌جوانا را برای استفاده پزشکی قانونی کرد.
- ۲۰۱۷: گرجستان ماری‌جوانا را جرم‌زدایی کرد.
- ۲۰۱۷: لیتوانی ماری‌جوانا را جرم‌زدایی کرد.
- ۲۰۱۷: اسپانیا ماری‌جوانا را قانونی کرد.
- ۲۰۱۸: دانمارک کانابینوئیدهای مصنوعی را برای استفاده پزشکی قانونی کرد.
- ۲۰۱۸: مالتا ماری‌جوانا را برای استفاده پزشکی قانونی کرد.
- ۲۰۱۸: پرتغال ماری‌جوانا را برای استفاده پزشکی قانونی کرد.
- ۲۰۱۸: کرهٔ جنوبی ماری‌جوانا را برای استفاده پزشکی قانونی کرد.
- ۲۰۱۸: زیمبابوه ماری‌جوانا را برای استفاده پزشکی قانونی کرد.
- ۲۰۱۸: کانادا ماری‌جوانا را قانونی کرد.
- ۲۰۱۸: تایلند ماری‌جوانا را برای استفاده پزشکی قانونی کرد.
- ۲۰۱۸: آفریقای جنوبی ماری‌جوانا را جرم‌زدایی کرد.
- ۲۰۱۸: بریتانیا ماری‌جوانا را برای استفاده پزشکی قانونی کرد.
- ۲۰۱۸: سازمان بهداشت جهانی اولین ارزیابی علمی خود را از ماری‌جوانا برای مصارف پزشکی که طبق قانون معاهده الزامی شده است، آغاز کرد.
- ۲۰۱۹: ایرلند ماری‌جوانا را برای استفاده پزشکی قانونی کرد.
- ۲۰۱۹: اسرائیل ماری‌جوانا را جرم‌زدایی کرد.
- ۲۰۱۹: ترینیداد و توباگو ماری‌جوانا را جرم‌زدایی کرد و اعلام شد داشتن ماری‌جوانا تا ۳۰ گرم برای هر فرد و کشت چهار گیاه در هر خانوار مجاز است.
- ۲۰۲۰: قلمرو پایتخت استرالیا مالکیت و کشت ماری‌جوانا را برای استفاده شخصی قانونی کرد.
- ۲۰۲۰: مالاوی ماری‌جوانا را برای استفاده پزشکی قانونی کرد.
- ۲۰۲۰: لبنان ماری‌جوانا را برای استفاده پزشکی قانونی کرد.
- ۲۰۲۰: سازمان ملل متحد ماری‌جوانا را از فهرست مواد محدودشده حذف کرد.
- ۲۰۲۱: مکزیک به‌طور رسمی استفادهٔ بزرگسالان از ماری‌جوانا را پس از سال‌ها جرم‌زدایی عملاً قانونی کرد.
- ۲۰۲۱: رواندا ماری‌جوانا را برای استفاده پزشکی قانونی کرد.
- ۲۰۲۱: مالتا ماری‌جوانا را قانونی کرد.
- ۲۰۲۲: تایلند ماری‌جوانا را قانونی کرد.
- ۲۰۲۳: لوکزامبورگ ماری‌جوانا را قانونی کرد.
- ۲۰۲۳: سوئیس ماری‌جوانا را به صورت آزمایشی قانونی کرد.
- ۲۰۲۳: اوکراین ماری‌جوانا را برای استفاده پزشکی قانونی کرد.
- ۲۰۲۴: آلمان ماری‌جوانا را قانونی کرد.